# Raymond Keene
Raymond Dennis Keene (nascut el 29 de gener de 1948), és un jugador d'escacs anglès, que té els títols de Gran Mestre i d'Àrbitre Internacional de la FIDE. És també periodista i autor de nombrosos llibres d'escacs.p196
Keene va ser Campió britànic el 1971, i fou el primer anglès a obtenir una norma de GM, el 1974. El 1976, va esdevenir el segon jugador anglès en obtenir el títol de GM, (només després de Tony Miles). Ha representat Anglaterra en vuit Olimpíades d'escacs.
Keene es va retirar de la competició el 1986, quan tenia només trenta-vuit anys, i es va dedicar a l'organització d'esdeveniments escaquístics, i al periodisme (corresponsal d'escacs per a The Times des de 1985) i l'escriptura dins l'àmbit dels escacs. Fou candidat a rebre el guardó d'Oficial de l'Orde de l'Imperi Britànic (OBE) per serveis als escacs, el 1985. Va organitzar els Campionats del món de 1986, 1993 (clàssic) i 2000 (clàssic). És a més un prolífic escriptor, que ha editat més de cent llibres d'escacs.
Keene és un personatge controvertit dins el món dels escacs, que ha tingut problemes, en particular, amb Tony Miles, John Donaldson, Víktor Kortxnoi i David Levy. La qualitat d'alguns dels seus llibres també ha estat molt criticada

## Resultats destacats en competició
Keene va guanyar els campionats de Londres i britànic Sub-18 el 1964, i va representar Anglaterra als Campionats del món juvenils de 1965 i de 1967, celebrats a Barcelona i a Jerusalem respectivament. Va estudiar al Dulwich College i al Trinity College, Cambridge (on hi va cursar llengües modernes i es va graduar en arts), va escriure el seu primer llibre d'escacs mentre era encara estudiant a Cambridge, i va guanyar el Campionat de la Gran Bretanya a Blackpool 1971. Degut a aquest resultat, va obtenir el títol de Mestre Internacional el 1972, essent el primer jugador anglès en obtenir-lo des que el 1961 ho fes Jonathan Penrose. El 1974, Keene es va casar amb Annette, germana del Mestre Internacional David S. Goodman, amb qui més tard, el 1991, va tenir una filla.
Abans que Keene assolís el títol de GM, la Gran Bretanya no tenia cap Gran Mestre Internacional. En Keene fou, de fet, el segon britànic en aconseguir reunir els requisits necessaris per al títol, i esdevingué, per pocs mesos de diferència, el segon GM britànic, rere Tony Miles, que seria el primer GM britànic el 1976. Ambdós varen ésser premiats econòmicament per la fita assolida.
Miles i Keene varen ser l'avantguarda de l'explosió dels escacs a Anglaterra durant els següents vint anys, i foren seguits ràpidment per altres GMs britànics com ara Michael Stean, John Nunn, Jon Speelman i Jonathan Mestel. El moment més brillant dels anglesos arribà el 1986, quan Anglaterra va quedar segona (rere la totpoderosa Unió Soviètica) i guanyà la medalla de plata a l'Olimpíada de Dubai, el lloc més alt assolit mai per l'equip anglès. Anglaterra també va guanyar el bronze per equips a les olimpíades de Haifa 1976, Salònica 1988 i Novi Sad 1990. Keene, això no obstant, va participar només en la primera (Haifa 1976) d'aquestes victòries olímpiques.
Keene va representar Anglaterra durant gairebé dues dècades en esdeveniments internacionals per equips, començant amb l'Olimpíada de 1966 a l'Havana a l'edat de 18 anys. Va participar després en les següents set olimpíades seguides: Lugano 1968, Siegen 1970, Skopje 1972, Nice 1974, Haifa 1976, Buenos Aires 1978, i La Valletta 1980. Les seves actuacions individuals a Lugano i Haifa li van suposar guanyar dues medalles de bronze (tot i que, de fet, les medalles individuals no varen ser realment entregades a Haifa) i acabà imbatut en tres olimpíades - aquestes dues i Siegen. Les seves darreres actuacions, però, foren menys impressionats, amb tot just dues taules de quatre partides a Buenos Aires i dues derrotes de dues partides a La Valletta.
També va representar Anglaterra quatre vegades a les olimpíades d'estudiants (Orebro 1966, Harrachov 1967, Ybbs 1968 i Dresden 1969) i quatre cops al Campionat d'Europa per equips (Bath 1973, Moscou 1977, Skara 1980 i Plòvdiv 1983). A Skara hi va guanyar una medalla de bronze per equips i la medalla d'or individual pel millor resultat en el seu tauler.
Keene va guanyar el Campionat britànic de 1971, i va empatar a la segona plaça en tres ocasions, el 1968, 1970 i 1972. Les seves victòries en torneigs inclouen el Hastings Challengers 1966, Slater Challenge Southend 1968, Johannesburg 1973, Woolacombe 1973, Memorial Capablanca (Grup de Mestres) 1974, Alacant 1977, Sydney 1979, Dortmund Sparkassen 1980, Barcelona 1980, Lloyds Bank Masters 1981, Adelaida 1983 i La Valletta 1985.

### Estil de joc
L'estil de joc de Keene tendeix a ser posicional i estratègicament original. Molt influït per Aron Nimzowitsch i Richard Réti, prefereix les obertres hipermodernes com ara la defensa moderna, la defensa nimzoíndia i la defensa índia de rei.

## Activitats relacionades amb els escacs

### Organització d'esdeveniments escaquístics
Keene ha tingut una carrera notable com a organitzador d'esdeveniments d'escacs. Fou qui va començar, i qui organitza anualment els torneigs d'escacs Memorial Staunton, a Londres.The Oxford Companion to Chess indica: "Amb una combinació d'habilitat i insistència, Keene ha aconseguit una gran esponsorització, i ha demostrat ser capaç i eficient en l'organització d'esdeveniments escaquístics".p196
Keene fou el segon de Víktor Kortxnoi durant el Matx pel campionat del món de 1978 contra Anatoli Kàrpov, i va portar tant en Kortxnoi com en Garri Kaspàrov en el seu matx de semifinals de Candidats de Londres 1983, dins el cicle del Campionat del món de 1984; la semifinal entre Vassili Smislov i Zoltan Ribli es va jugar al mateix lloc. També va organitzar el matx de 1984 URSS vs Resta del Món a Londres durant dues setmanes, fent possible que l'esdeveniment es tirés endavant quan els plans previs havien fracassat, cosa que fou descrita per John Nunn com a "un magnífic èxit organitzatiu en tan poc temps."
Keene també s'ha implicat en l'organització de diversos matxs finals del Campionat del món. Va organitzar la primera meitat del Campionat del món de 1986 (matx de revenja) entre Kaspàrov i Kàrpov a Londres, un matx que va acabar generant pèrdues per la Federació Britànica d'Escacs (BCF) cosa que va provocar que en Keene dimitís del seu càrrec a l'organisme poc després. Va organitzar també el matx pel Campionat del món de 1933 de la PCA entre Kaspàrov i Nigel Short a Londres, in en fou un dels comentaristes oficials, conjuntament amb els Grans Mestres Jonathan Speelman i Daniel King. En Keene fou també la força instrumental rere 'Brain Games', que organitzà el matx pel Campionat del món clàssic de 2000 entre Kaspàrov i Vladímir Kràmnik. Després del match, però, va retenir el trofeu per compensar els diners que segons ell s'havia guanyat treballant per Brain Games: en Kràmnik no el va rebre fins al 2008. Brain Games posteriorment es va esfondrar en circumstàncies controvertides.

### Columnista
Keene ha estat el corresponsal d'escacs de The Times des de 1985, després que Harry Golombek es jubilés, i ha escrit una columna per The Spectator des de 12 de març de 1977. Keene també contribueix al lloc web ChessGames.com.

### Aparicions televisives
Keene ha aparegut en televisió, cobrint els campionats del món dels anys 1981, 1985, 1986, 1990, 1993, i 1995 per BBC 2, Channel 4, i Thames TV. En les sèries Duels Of The Mind emeses a la cadena britànica ITV, Keene, conjuntament amb l'escriptor i defensor dels drets civils sud-africà Donald Woods, varen analitzar les que Keene considerava com a les dotze millors partides d'escacs mai jugades.

### Llibres
Keene afirma ser "l'autor de 140 llibres d'escacs". Havia estat l'assessor d'escacs de Batsford, però actualment escriu per a Hardinge Simpole, de la qual és copropietari, i per la seva pròpia companyia, Impala. Els seus primers llibres, com ara Howard Staunton (1975, amb R. N. Coles) sovint versaven sobre jugadors amb un estil de joc similar al seu propi. Aron Nimzowitsch: a Reappraisal (1974) ha estat molt elogiat, i fou revisat i traduït al rus el 1986, amb una tercera edició revisada publicada en anglès el 1999. El 1989, ell i Nathan Divinsky varen escriure Warriors of the Mind, un intent per determinar els 64 millors jugadors de tots els temps. Els mètodes estadístics que feren servir han topat amb crítiques, tot i que les biografies i partides dels jugadors fan bona l'obra. Diversos dels darrers treballs de Keene han estat criticats per copiar fragments de llibres d'altres autors, errors inclosos.

## Acusacions de plagi
John Donaldson va acusar en Keene de plagi per The Complete Book of Gambits (Batsford, 1992). En Donaldson va escriure: "Com d'evident era el plagi? Virtualment cada paraula i variant a le quatre pàgines i mitja dedicades al gambit Lisistsin en el llibre de Keene, havien estat robades." Després que en Keene refusés de pagar en Donaldson els 200$ que demanava per usar el material, l'editorial americana de Keene Henry Holt and Company va acabar havent de pagar en Donaldson 3000$.
Keene ha estat acusat de plagiar una columna per Edward Winter per un article publicat a The Spectator i posteriorment al lloc web Chessville. Més d'un terç de l'article va ser copiat directament de la columna de Winter.

## Controvèrsia amb Tony Miles
El 1985, Keene va rebre 1.178 £ de la Federació Britànica d'Escacs per ser el segon de Tony Miles durant l'Interzonal de Tunísia. Tot i que en realitat no va fer la feina, no obstant això va acceptar els diners i els va compartir amb Miles. Miles, que inicialment havia estat d'acord amb aquest pla, finalment ho va confessar a la federació el 1987. Dos mesos després, Keene va renunciar al seu càrrec de Director de Publicitat de la Federació, i al de delegat de la FIDE. Keene va dir que la renúncia va ser per motius diversos, i que estava "furiós" per com el tractaven, després de la reeixida organització de nombrosos esdeveniments entre 1983 i 1987.

## D'altres controvèrsies
Víktor Kortxnoi al·lega que després d'actuar com a segon seu en el matx pel Campionat del món de 1978, Keene va trencar el seu contracte, ja que va escriure un llibre sobre el matx (llibre que va aparèixer tot just tres dies després d'acabat el matx) a despit del fet que tenia signat un acord que especificava que es comprometia a "no escriure, compilar o ajudar a escriure o compilar un llibre durant el curs del matx". Kortxnoi va comentar: ".. El Sr Keene em va trair, va violar el contracte, era evident que mentre el senyor Keene estava escrivint un llibre i després un altre, el sr. Stean estava fent la seva feina per a ell." Els intents de defensa de Keene van ser refutats per la mare de Michael Stean, que va declarar que ella estava en condicions de saber el que constava al contracte Keene, ja que ella mateixa l'havia escrit. Keene, segons ella, l'havia signat tot i haver negociat ja un contracte amb Batsford per escriure un llibre sobre el matx. Ella ho descriu com "un pla premeditat i deliberat d'enganyar" i va assenyalar que el comportament de Keene havia caigut sota sospita durant el matx.